# Ceres Park & Arena

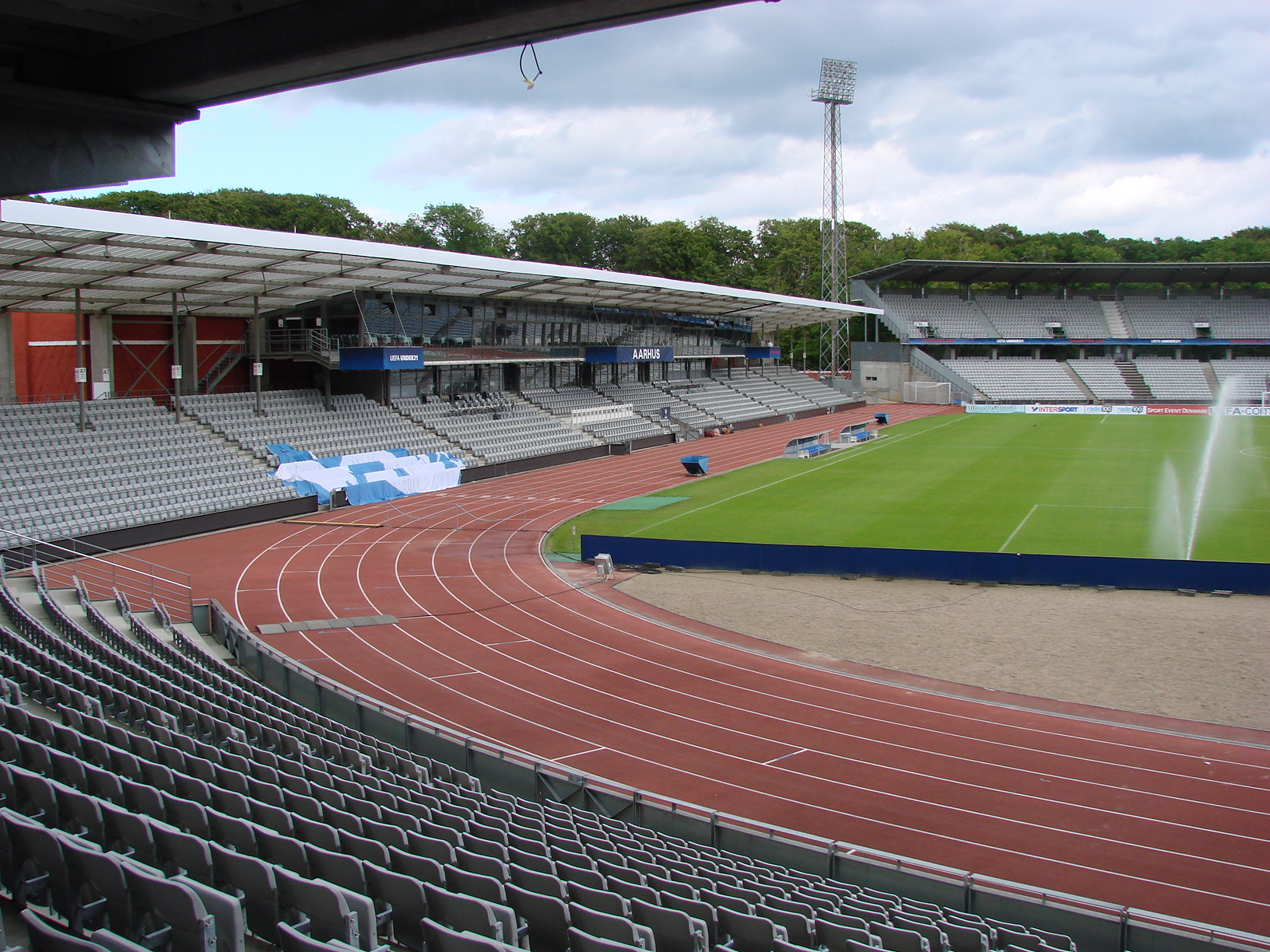
Löparbanorna på stadion, 2011.

Ceres Park & Arena är det gemensamma namnet på ett komplex utom- och inomhusanläggningar i danska Århus, tidigare benämnt Atletion. Arenan hette under några år NRGi Park & Arena efter huvudsponsorn, energibolaget NRGi Danmark.
Ceres Park är namnet på fotbollsplanen utomhus med plats för 19 433 åskådare. Ursprungligen var namnet Århus Idrottspark, grundad 1920. Danska landslaget har spelat flera matcher på planen och den var arena för finalen i U21-EM 2011. Hemmalag är AGF.
Ceres Arena är namnet på inomhusanläggningen med plats för 5 000 åskådare och som inrymmer aktiviteter som möten/events, mässor, sport, konserter, fester och galor. Handbollslagen Aarhus United och Skanderborg Aarhus Håndbold har den som hemmaarena, och den var finalarena för damernas EM-handboll 2002 samt en av arenorna vid handbolls-EM för herrar i Danmark 2014.